# Seryu (métro de Séoul)
Seryu (hangeul : 세류 ; hanja : 細柳) est une station de passage de la ligne 1 du métro de Séoul. Elle est située au 387 Jeongjo-ro, dans le quartier Jangji-dong de la ville Suwon-si, dans la province Gyeonggi-do, au sud-ouest de la ville de Séoul en Corée du Sud. Elle dessert notamment la base aérienne de Suwon, qui abrite la 10e escadre de chasse de la ROKAF.
La gare d'origine ouvre en 1954 et la station de métro en 2003, elle est desservie par les rames du service omnibus de la ligne 1.

## Situation sur le réseau

Plan du réseau (2023)

Établie en surface, la station Gwanak est une station de passage de la ligne 1 (branche Guro-Sinchang) du métro de Séoul, elle est située : entre la station Suwon, en direction du terminus nord-est Yeoncheon, et la station Byeongjeom, en direction du terminus sud-ouest Sinchang.

## Histoire

### Gare ferroviaire
La gare d'origine est ouverte, comme gare de signalisation, le 10 mars 1954 sur la ligne Gyeongbu,,. Elle est reconstruite en 1987.

### Station de métro
La station de métro Seryu est mise en service le 30 avril 2003, lors de l'ouverture à l'exploitation de la section de Suwon à Byeongjeom, mise à deux voies et électrifiée pour les circulations de la ligne 1 du métro de Séoul.

## Services aux voyageurs

### Accès et accueil
La station est établie au 387 Jeongjo-ro, dans le quartier Jangji-dong. Elle dispose d'une unique bouche sur la Jeongio-ro.

### Desserte
Seryu, est desservie par les rames du service omnibus de la ligne 1. Elle dispose de deux quais centraux équipés de portes palières.

Installations
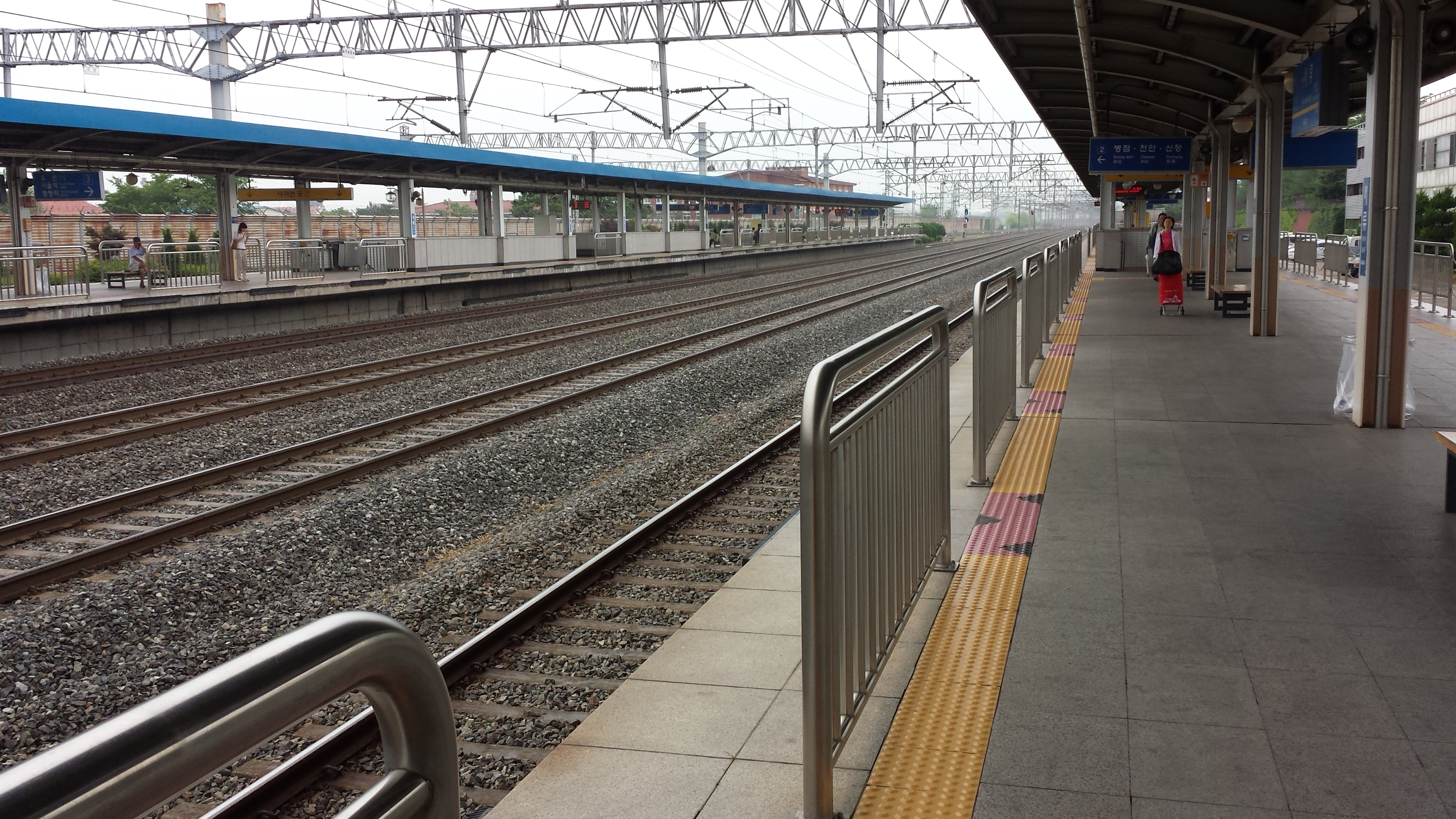
En 2014.
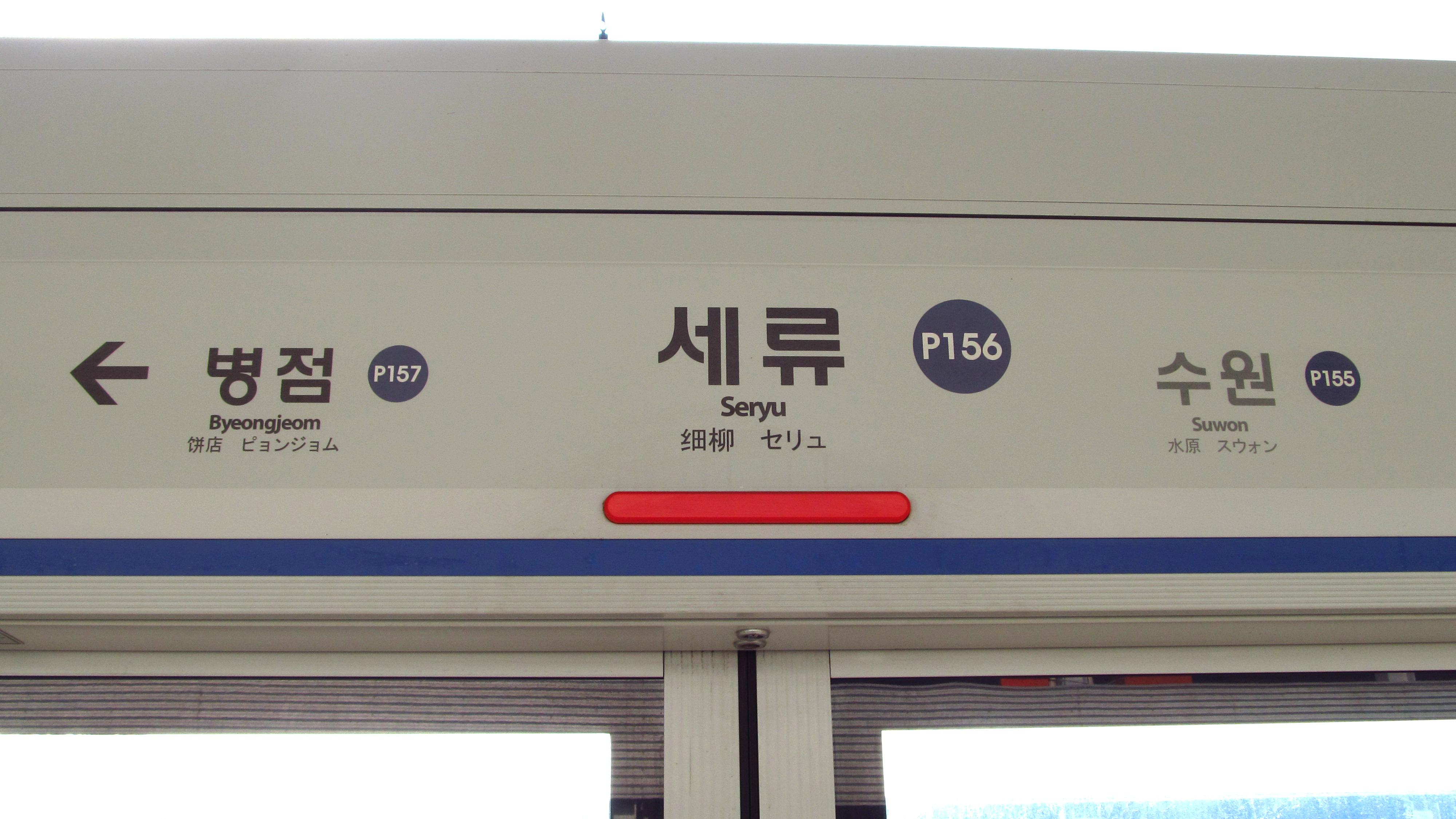
En 2019.
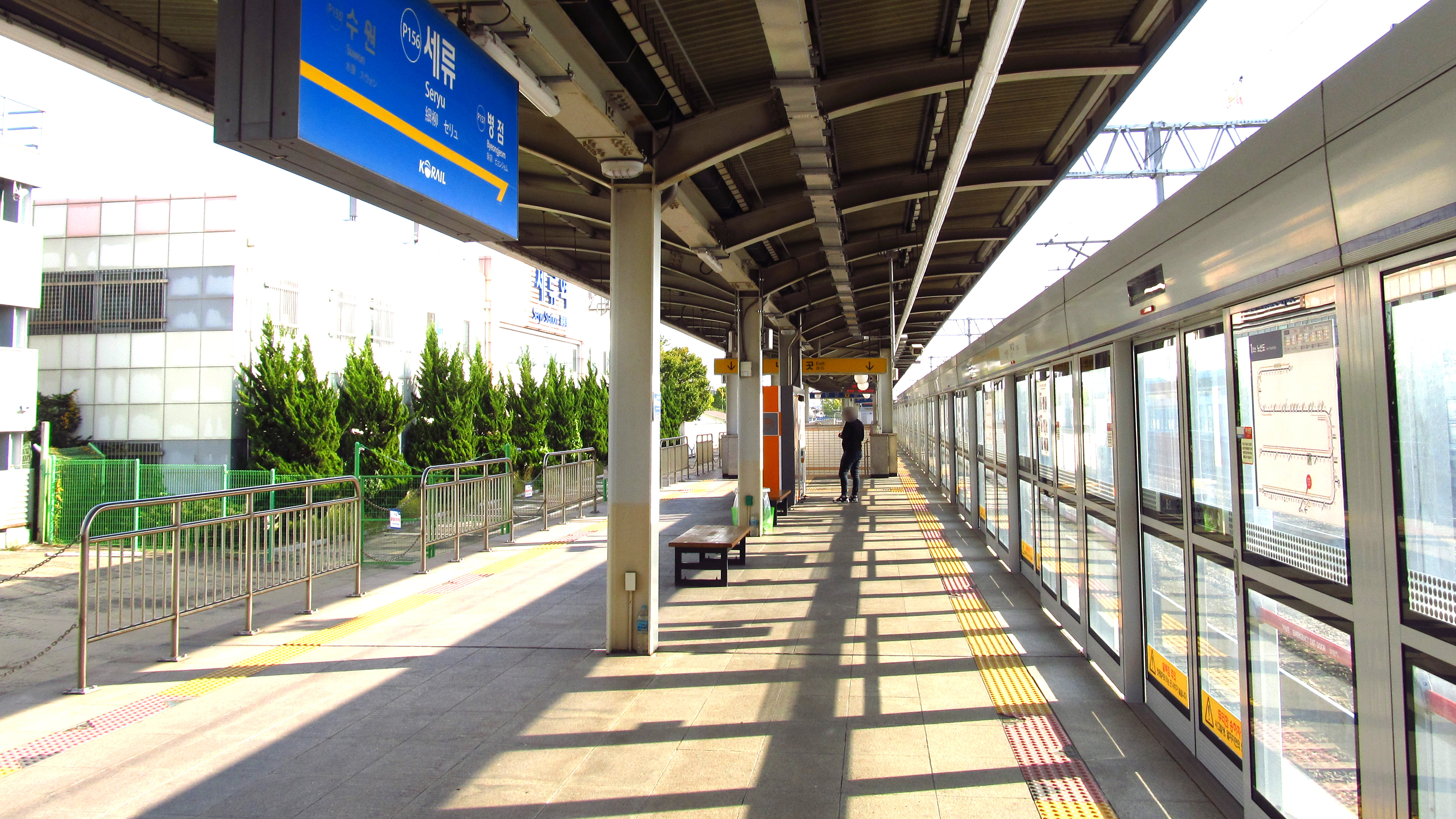
En 2019.

### Intermodalité
Des arrêts de bus sont situés à proximité.

## À proximité
Elle dessert notamment le Namsuwon Country Club, un golf ouvert en 1985 exclusivement pour l'armée de l'air.